# Shuntaro Furukawa
Pour les articles homonymes, voir Furukawa.
Shuntarō Furukawa (古川 俊太郎, Furukawa Shuntarō), né le 10 janvier 1972, est un chef d'entreprise japonais et l'actuel président de Nintendo depuis le départ de Tatsumi Kimishima le 26 avril 2018.

## Jeunesse et études
Shuntarō Furukawa est né à Tokyo d'un père dessinateur, le 10 janvier 1972. Il grandit en jouant à des jeux Famicom. Après sa scolarité au lycée de Kunitachi, il est admis à l'université Waseda, où il étudie à la School of Political Science and Economics. Il en obtient le diplôme en 1994.

## Carrière
En avril de l'année de l'obtention de son diplôme, il est recruté par Nintendo et travaille pour la branche allemande de l'entreprise à un poste de comptabilité pendant dix ans. Au milieu des années 2010, il monte dans la hiérarchie et travaille à la fois sur la stratégie marketing globale de Nintendo ainsi qu'en tant que directeur de la Pokémon Company. 
Furukawa parle couramment anglais, et a été impliqué dans le développement de la Nintendo Switch. Le 28 juin 2018, il succède à Tatsumi Kimishima en tant que président de Nintendo.